# Huevo de Kiev
El Huevo de Kiev es una serie de 750 huevos enjoyados modernos, a la manera de los de Fabergé.

## Historia
Fue realizado por Theo Faberge en 1995, inspirándose en las catedrales de la capital ucraniana Kiev. 

## Descripción
Consta de un huevo dorado, en el que aparece la inscripción "KIEV" rematado por la corona imperial rusa, situado entre dos bloques cúbicos, con el escudo ruso, y rematados uno por una torre acabada en cúpula bulbosa y la otra hemiésferica achatada. Delante se sitúan dos escalones muy altos a modo de grada, siendo todo sostenido por una pena de mármol. Dentro alberga como sorpresa el brocado del Palacio de Invierno.